# Arion (Schiff)
Arion ist die erste größere Segelyacht, die aus glasfaserverstärktem Kunststoff (GFK) im Handauflegeverfahren gefertigt wurde. Sie wurde auf der Anchorage-Werft in Warren (Rhode Island) gebaut und ihr Stapellauf erfolgte am 15. Mai 1951.
Entworfen wurde die Arion von dem US-Amerikaner Sidney DeWolf Herreshoff (1886–1977), Sohn des berühmten Yacht-Konstrukteurs Nathanael Herreshoff (1848–1938), als schlanker Spitzgatter (Doppelender) mit einem zur damaligen Zeit seltenen Mittelcockpit und wohlproportionierten Aufbauten. Sid Herreshoff zeigte sich mit der Konstruktion der als Ketsch getakelten Arion genauso innovativ und visionär wie sein Vater, auch wenn ihn sein jüngerer Bruder L. Franzis Herreshoff verhöhnte, weil der für den Rumpf der Yacht GFK verwendete, das er als „gefrorenen Rotz“ (englisch “frozen snot”) bezeichnete. Zum Zeitpunkt des Baus der Arion wurden in Europa Segelboote ausschließlich aus Holz gebaut. Erst 1958 wurden die aus den USA stammenden „Seafarer-Yachten“ in den Niederlanden aus GFK gebaut und Henri Amel begann in Frankreich Seekreuzer aus GFK zu fertigen. In Deutschland begann man erst ab 1963 mit den Typen „Fähnrich“ und „Hanseat“ mit der GFK-Produktion.

## Konstruktion
Den Auftrag zum Bau der Arion gab der Kommodore des „Ida Lewis Yacht Club“ im nahen Newport (Rhode Island), Verner Z. Reed. Hier war die Hochburg des America’s Cup und als solche die Segelmetropole der USA. Die Segelwelt war begeistert über das neue Bauverfahren, das die Lebensdauer der Boote verlängern sollte und die Unterhaltskosten senken würde. Das Material, das wartungsfreie Dyeresin, sei glatt wie ein Aal und robust wie Stahl, es gibt weder Lecks noch Verwindungen. Die Fachwelt staunte über die neue Konstruktionsweise des schmalen Spitzgatterrumpfes der Arion, der ohne die gewohnten Spanten und Stringer gebaut war, da sich die Steifigkeit aus der Form und dem Rumpfmaterial aus massivem GFK herleitete, dessen Stärke stark variierte. Das Bootsdeck, das Kajütdach und die Plicht waren aus wasserfestem Bootsbausperrholz gefertigt, das zusätzlich mit Glasfasermatten und pigmentiertem Harz überzogen wurde. Man erhielt so eine vergleichsweise leichte Yacht mit 4,8 Tonnen und 52 m² Segelfläche, die in Regatten schnell vorne mitsegelte. Der Werftchef Bill Dyer, der dem verwendeten Harz seinen Namen gab, sah in dem neuen Baustoff nur Vorzüge. Der Rumpf sei recht flexibel und nicht brüchig, sehr leicht und kostengünstig zu reparieren. Die Yacht Arion blieb aber auch aufgrund ihrer extremen Innovation ein Unikat und begründete selbst keine Serienfertigung. Jedoch war Dyers Einschätzung, dass man mit dem Verbundwerkstoff GFK eine kostengünstige Serienproduktion für Segelyachten begründen könne und vielleicht einen Boom für den Segelsport auslösen würde, richtig. Mit robusten und bezahlbaren GFK-Booten wie dem Strandkatamaran Hobie Cat 16 oder der späteren olympischen Einhandjolle Laser fanden in den folgenden Jahrzehnten Millionen von Normalverdienern den Zugang zum Wasser- und Segelsport.

## Erste Restaurierung
Die schlanke Yacht Arion erfüllte bald nicht mehr die gehobenen Ansprüche nach Platz und Komfort und wurde auf einer Wiese auf der Halbinsel Cape Cod abgestellt. Dort entdeckte sie der Bootsbauer Damian McLaughlin, der schnell feststellte, dass die Yacht in einem guten strukturellen Zustand war. Ihre robuste Bauweise aus Massivlaminat und der Umstand, dass alte GFK-Boote keine interessanten Recyclingobjekte sind, haben das Boot vor dem Verschrotten gerettet. McLaughlin kaufte die Hulk und begann mit der Restaurierung. Dafür ließ er die Hydrostatik und die Dimensionierung für ein neues Rigg berechnen. Er fertigte den Innenausbau, Deck, Aufbauten, Achterkajüte und den Kiel neu und ließ die Yacht im Jahr 2001, genau 50 Jahre nach dem ersten Stapellauf, wieder zu Wasser. Im Zuge der Restaurierung versteifte McLaughlin das 7/8-Holzrigg mit Kohlenstofffasern und ergänzte es um Backstagen, um mehr Zug auf das Vorstag geben zu können. Zusätzlich vergrößerte er das Großsegel und modifizierte das freistehende Ruder. Unter Deck gibt es konstruktionsbedingt keine Stehhöhe. Es sind vier Kojen eingebaut, jeweils zwei in der Haupt- und in der Achterkajüte, dazu eine Pantry mit Herd und Kühlschrank, auch aus heutiger Sicht ein ausreichender Komfort. Die Veränderungen der Restaurierung haben die Seeeigenschaften auch verbessert. Die Yacht erreicht bei Starkwind unter Reff eine Geschwindigkeit von 14 Knoten, gepaart mit einem angenehmen Seeverhalten. Arion segelt fast wie von selbst, ohne Ruderdruck. Im Hafen kann man die Yacht wie ein kleines Dingi manövrieren, ein An- und Ablegen nur unter Segeln ist kein Problem.

## Zweite Restaurierung
Der heutige Eigner Steve Frary kaufte Arion von McLaughlin und ließ die Yacht auf der Werft „Snediker Yacht Restoration“ in Pawcatuck/Connecticut, die auf High-End-Restaurierungen spezialisiert ist, erneut umfangreich restaurieren. Die Werft erhielt den Auftrag, die Yacht in Bestzustand zu versetzen, das Budget war egal. Die Werft ersetzte den alten Kajütaufbau durch einen neuen aus Sitka-Fichte und Bootsbausperrholz, dazu installierte man eine luxuriöse Einrichtung aus Teak und Zypressenholz, nachdem alle Tanks, der Hilfsmotor und alle Leitungssysteme erneuert waren. Der GFK-Rumpf benötigte keine Verstärkung, die Laminatstärke steigt von 6 mm im Decksbereich bis zu 45 mm im Kielgang. Die Kielbolzen waren aus Monel, einer Kupfer-Nickel-Legierung. Diese Umbauten erhöhten das Gewicht der Yacht auf 5,35 Tonnen, aber Arion segelt trotzdem noch sehr flott, sodass Geschwindigkeiten über 8 Knoten kein Problem sind.